# Исламский либерализм
Исла́мский либерали́зм, также евроисла́м (араб. ٱلْإِسْلَامُ ٱلْأُورُوبِّيُّ‎, аль-’исля̄му ль-’ӯрӯббийю) — либеральный ислам, или ислам, проникнутый европейской культурой. В РФ и странах СНГ термин «исламский либерализм» отождествляется с термином «просвещённый ислам». Мусульмане-либералы отделяют ритуальную составляющую веры (совершение намаза, ношение хиджаба и т. п.) от морально-мистической, и не придают первой существенного значения. Считается, что зачатки либерального ислама появились в Турции в эпоху Кемаля Ататюрка на основе суфизма, религиозного либерализма, европейского пантеизма и даже материализма.
Одним из авторитетов евромусульман считается швейцарец египетского происхождения Тарик Рамадан, который настаивает на сближении европейской культуры и ислама. В частности, он поддерживает идею демократии, призывает евромусульман изучать язык страны проживания и активно включаться в европейское общество. Он полагает, что не следует отождествлять культуру ислама исключительно с арабской культурой. В РФ приверженцами евроислама являются некоторые духовные и общественно-политические деятели Татарстана.

## Критика
Либеральный ислам осуждается консервативным исламским духовенством в таких странах как Иран и Саудовская Аравия. Так, Иран открыто обвиняет Турцию в искажении ислама.
В среде российского исламского духовенства также не приветствуется изменение ислама, тем не менее, исламский либерализм, в силу урбанизации российских мусульман, становится постепенно одной из форм исламской религиозности. Как правило, для того чтобы человек причислял себя к исламу, достаточно признания столпов ислама; людей, которые признают шахаду, но легкомысленно относятся к намазам или вообще их не совершают, определяют как фасиков (недобросовестных мусульман, но всё же мусульман), в противоположность кафирам (неверным, иноверцам), которые полностью отреклись от ислама и его наставлений. Ислам, подобно остальным религиям, растворяется в общекультурных ценностях, и просто становится культурой; особенно это проявляется в Турции и остальных тюркских странах, где наблюдается двуязычие в религии. Советские учёные[кто?] определяли такой ислам как социалистический, СССР во многом способствовал культивированию подобного рода ислама, и это влияние до сих пор проявляется во многих исламских странах, на которые ранее распространялось влияние бывшего Советского Союза. И в арабских странах исламский либерализм проявляется в виде культурной глобализации, на Западе работы таких исследователей, как Идрис Шах (автора книги «Путь Суфиев»), дали определение либерализму и просвещению внутри ислама.